# Зиулет
Зиулет (осет. Зиууат, груз. ძვილეთი — Дзвилети) — село в Закавказье к юго-западу от Цхинвала. Согласно административно-территориальному делению Южной Осетии, фактически контролирующей село, расположено в Знаурском районе, согласно административно-территориальному делению Грузии — в Карельском муниципалитете. Центр Зиулетской сельской администрации.

## География
Расположено на юге района к северу от пограничного осетинского села Кватетри.

## Население и история
По переписи 1989 года из 97 жителей осетины составили 56 % (52 чел.), грузины — 44 % (45 чел.). Затем, после изгнания осетинского населения в начале 1990-х гг., село до Августа 2008 года было населено в основном грузинами.
В мае 2007 года силами ССПМ на окраине села были обнаружены зенитно-пулеметная установка ЗУ-23-2 и ПЗРК «Стрела-2М». Оружие было обнаружено рядом с палаткой, в которой находились трое человек, представившихся сотрудниками РОВД Южной Осетии.
После последствий войны 2008 года грузинское население бежало вместе с грузинскими войсками вглубь Грузии. После Августа 2008 года село контролируется властями РЮО.

## Топографические карты
- Лист карты K-38-64 Цхинвали. Масштаб: 1 : 100 000. Состояние местности на 1987 год. Издание 1989 г.